# Gardenparty paa Sundhøj den 13. Maj 1945
|  | Denne artikel er oprettet af botten Steenthbot ud fra en ekstern database. Den kan derfor have sproglige fejl eller mangler. Denne skabelon kan fjernes efter kontrol af indholdet. |

Gardenparty paa Sundhøj den 13. Maj 1945 er en dansk dokumentarisk optagelse fra 1945.

## Handling
Optagelser af et 'Gardenparty' til ære for general Dewings Livgarde, de berømte engelske faldskærmsjægere, der frivilligt som de første sprang over Rhinen. Fest med kendte danskere og engelske soldater. Modtagelse af selskabet, Dannebrog, afslapning i haven, autografer, levende musik med Harmony Kiddies, politi, børn, drinks, dans og fællessang. I et glimt skimtes skuespillerinden Berthe Qvistgaard.